# Torneio Incentivo de Futebol
Torneio Incentivo foi uma competição paralela organizada pela Federação Goiana de Futebol (FGF) entre os clubes do estado brasileiro de Goiás, contando com times da capital e do interior. Teve como primeiro campeão o Atlético.

## Primeira edição
Na primeira edição do torneio, oito times disputaram: Atlético Goianiense, Vila Nova, Anapolina, Itumbiara, Rio Verde, Santa Helena, Goiatuba e Inhumas.
O Atlético acabou se sagrando campeão invicto.

## Campeões
| Edição | Ano  | Campeão                   | Vice-campeão          | Terceiro colocado    | Quarto colocado                  |
| ------ | ---- | ------------------------- | --------------------- | -------------------- | -------------------------------- |
| 1ª     | 1975 | Atlético (Goiânia) (1)    | Itumbiara (Itumbiara) | Goiatuba (Goiatuba)  | Inhumas (Inhumas)                |
| 2ª     | 1976 | Rio Verde (Rio Verde) (1) | Goiatuba (Goiatuba)   | Jataiense (Jataí)    | Palmeiras de Mineiros (Mineiros) |
| 3ª     | 1977 | Atlético (Goiânia) (2)    | Itumbiara (Itumbiara) | Anapolina (Anápolis) | Rio Verde (Rio Verde)            |
| 4ª     | 1979 | Goiatuba (Goiatuba) (1)   |                       |                      |                                  |
| 5ª     | 1980 | Anápolis (Anápolis) (1)   | Goiatuba (Goiatuba)   | Não houve            | Não houve                        |
| 6ª     | 1983 | Goiânia (Goiânia) (1)     |                       |                      |                                  |

### Títulos por clube
| Clube                  | Títulos         | Vices           | Teceiro  | Quarto   |
| ---------------------- | --------------- | --------------- | -------- | -------- |
| Atlético Goianiense    | 2 (1975 e 1977) | 0               | 0        | 0        |
| Goiatuba               | 1 (1979)        | 2 (1976 e 1980) | 1 (1975) | 0        |
| Rio Verde              | 1 (1976)        | 0               | 0        | 1 (1977) |
| Anápolis               | 1 (1980)        | 0               | 0        | 0        |
| Goiânia                | 1 (1983)        | 0               | 0        | 0        |
| Itumbiara              | 0               | 2 (1975 e 1977) | 0        | 0        |
| Anapolina              | 0               | 0               | 1 (1977) | 0        |
| Jataiense              | 0               | 0               | 1 (1976) | 0        |
| Inhumas                | 0               | 0               | 0        | 1 (1975) |
| Palmeiras de Morrinhos | 0               | 0               | 0        | 1 (1976) |